# Karin (Armenia)
Karin – wieś w Armenii, w prowincji Aragacotn. W 2011 roku liczyła 428 mieszkańców.